# ドゥフトボルケ

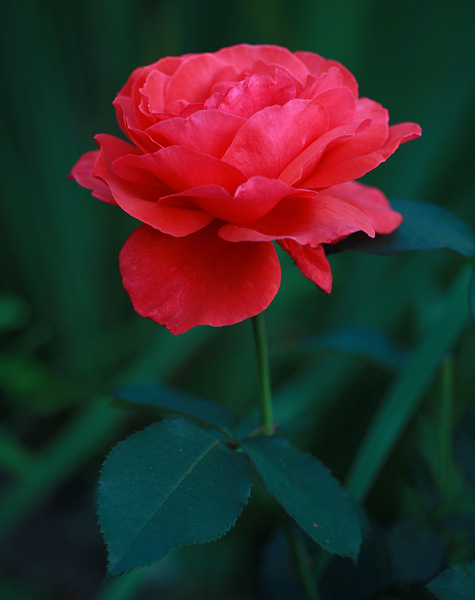
ドゥフトボルケ

ドゥフトボルケは、バラの園芸品種の1つ。1963年にドイツで、マティアス・タンタウ Jr.によって作出された。フレグラント・クラウドの別名でも流通している。香りのバラの代表的品種で、1981年の世界バラ会議で「栄誉の殿堂入りのバラ」に選出された。
ハイブリッド・ティー系の四季咲き・直立性のバラ。交配種は、実生×Prima Ballerina。樹高は0.8m、株張り50cmと小さな株に育つ。半剣弁咲きまたは半剣弁カップ咲き、花径が13cmの大輪、朱色系の赤い花を咲かせる。低温期ではややくすんだ朱赤色、中高温期になると、朱色の花になる。花弁数は約30枚。一輪から数輪の房咲きだが、房咲きになりやすい。春の花は花数が少ない。花もちはよい。香りは大変良い。香りの質はフルーツ香。花茎は太くて短い。樹勢と耐病性はともに普通。耐暑性は弱い。1963年にNRS金賞、1967年にポートランド金賞、1969年にARSジェームス・アレキサンダー・ローズ芳香賞を受賞している。ドゥフトボルケは交配種としても重要である。

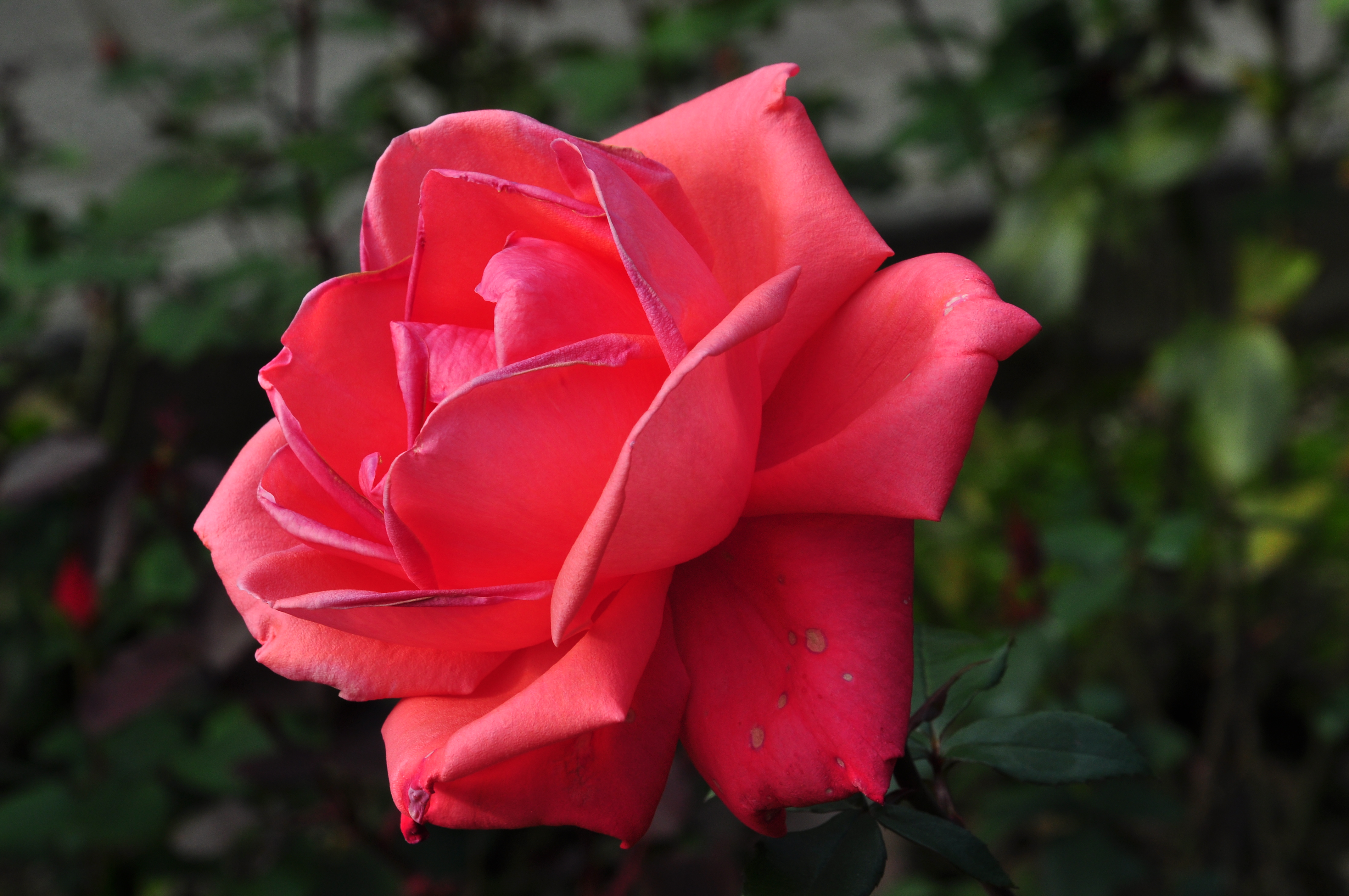
ハーモニー

ドゥフトボルケを親とする交配種の中では「ハーモニー」が、ドゥフトボルケに匹敵する香りのバラとして知られている。